# Uśmiechnij się mamo
Uśmiechnij się mamo – piosenka Waldemara Koconia z albumu Wielki romans, wydana w 1974 roku.
Tekst utworu napisali Jerzy Juliusz Emir-Przeworski i Leon Sęk, a kompozytorem utworu był Benedykt Konowalski. Piosenka ta przyniosła Koconiowi największą popularność.
Utwór ukazał się również w ścieżce dźwiękowej filmach pt. Jack Strong oraz Dom zły a także na kasetach i płytach takich jak m.in.: Dla mamy (1978), Planeta dzieci (1979), Niebo z moich stron (1980), Znak miłości (1995), Przeobrażenia 2000 (2000), The Best: Dla Ciebie, Polsko (2005), Piosenki dla mamy (2005), Piosenki dla dzieci i o dzieciach (2008).

## Pozycje na listach przebojów
| Kraj   | Notowanie (1976)                   | Pozycja |
| ------ | ---------------------------------- | ------- |
| Polska | Radiowa lista przebojów Programu I | 2       |